# Brachyceratops
Brachyceratops (do grego "rosto curto com chifres") foi um género duvidoso de dinossauro ceratopsideo do grupo dos Centrosaurinae. Como os demais membros de sua família, era um animal herbívoro e quadrúpede. Media em torno de 1,8 metro de comprimento e viveu durante o período Cretáceo, habitando a região que é hoje a América do Norte. A espécie-tipo é denominada Brachyceratops montanensis.
Os restos dos espécimes usados para descrever o Brachyceratops foram predominantemente juvenis o que levou um destes a ser reclassificado como Rubeosaurus ovatus.

## Descoberta

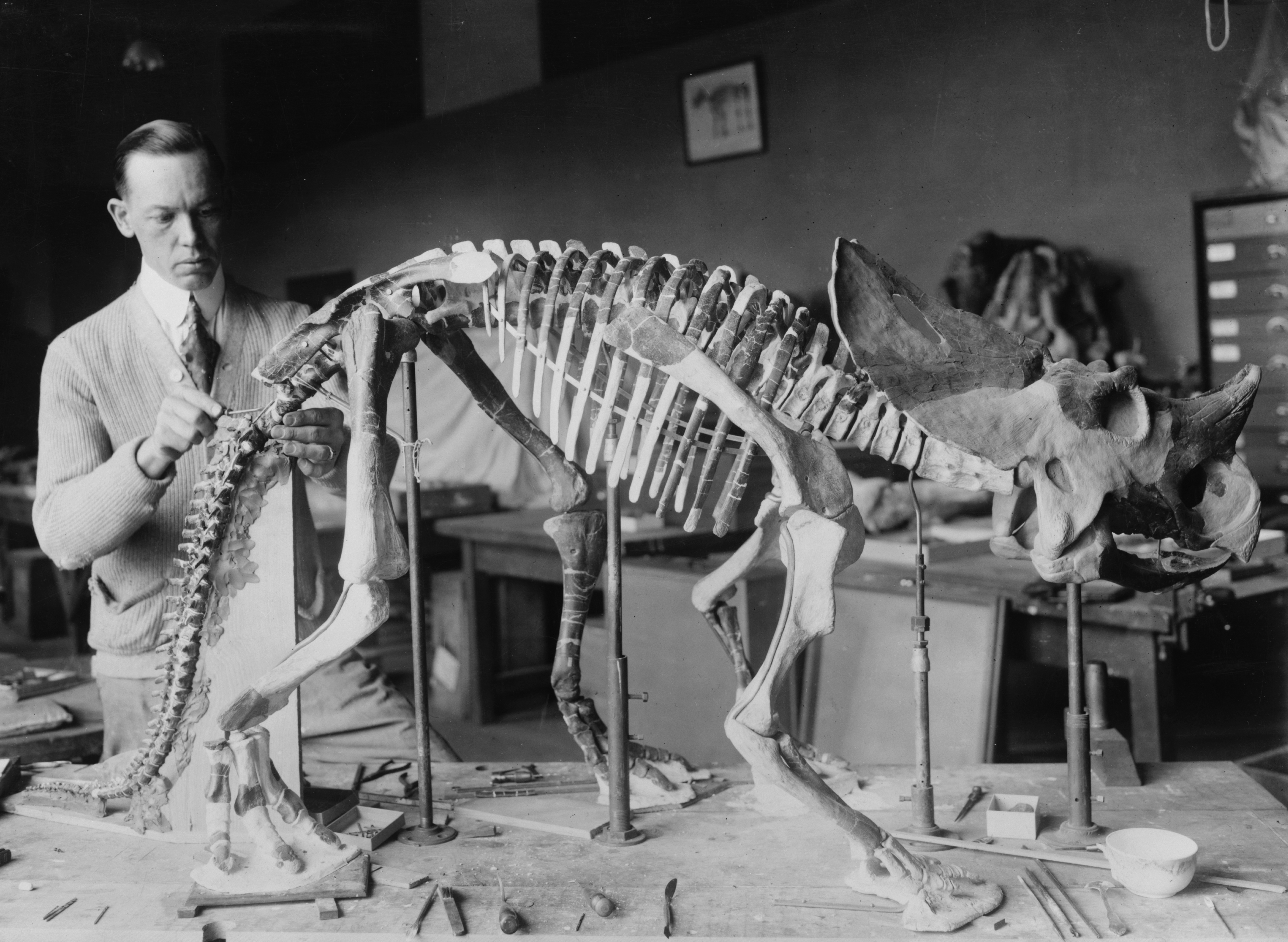
Norman Ross completando a montagem no Smithsonian

Os primeiros fósseis de Brachyceratops foram encontrados em Montana, Estados Unidos, sendo que a nomeação deste dinossauro ocorreu em 1914. A descoberta original foi feita em agosto de 1913 por Charles W. Gilmore e seu assistente J. Floyd Strayer e foi nomeada e brevemente descrita por Gilmore um ano depois. O nome genérico é derivado do grego: βραχύς, brachys, "curto", grego: κέρας, keras, "chifre" e grego: ὤψ, ops, "rosto", em referência ao focinho curto. O nome específico refere-se à proveniência dos fósseis em Montana.
Em 1939 Gilmore encaminhou um espécime subadulto maior, USNM 14765, para Brachyceratops. Todos os espécimes fazem atualmente parte da coleção do Smithsonian Institution em Washington D.C, onde uma restauração do esqueleto foi montada.

## Descrição

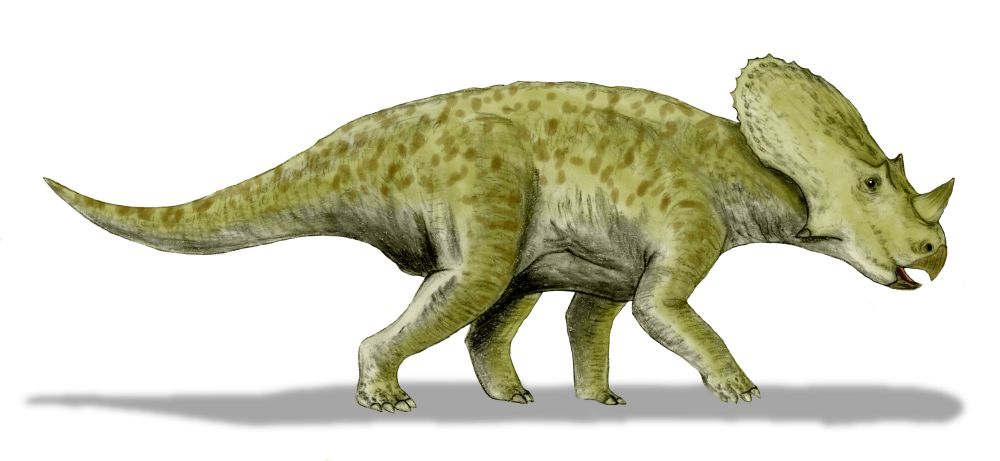
Representação artística do animal em vida

Entre os cinco espécimes originais foram descobertas partes de três crânios, destacadas do corpo de seu dono e fragmentadas. Apesar disso, o crânio mostrou que o animal tinha apenas pequenas protuberâncias sobre os olhos, em vez de chifres adultos, como nos ceratopsianos mais famosos, como o Triceratops. O corno nasal era grosso e baixo, enquanto o folho do pescoço era moderadamente grande. Infelizmente os espécimes estavam incompletos, então não pode ser determinado se havia aberturas parietais no folho como alguns outros ceratopsianos possuíam.